# Za Żelazną Bramą (gra komputerowa)
Za Żelazną Bramą (poza Polską znana jako Behind the Iron Gate) – gra komputerowa typu first-person shooter na komputer Amiga, wyprodukowana przez polskie studio Ego Software i wydana w 1995 roku.
Fabuła gry osadza gracza w więzieniu, w którym roboty-strażnicy wszczęły bunt i polega na eliminacji buntowników oraz wysadzeniu całego zakładu. Gra działała płynnie na każdym modelu Amigi, szczególnie z uwagi na brak tekstur i jednolite modele przeciwników. Oprawą dźwiękową są głównie kroki bohatera i odgłosy strzałów. Polskie media branżowe dobrze przyjęły grę, stanowiącą pierwszą polską implementację strzelaniny 3D na Amigę.

## Twórcy gry
| Zakres prac   | Imię i nazwisko            |
| ------------- | -------------------------- |
| Produkcja     | Paweł Banasiewicz          |
| Programowanie | Witold „Vico” Gantzke      |
| Grafika 3D    | Dawid Fibich               |
| Grafika 2D    | Mariusz „Yohan” Prusiewicz |
| Muzyka        | Adam „Scorpik” Skorupa     |